# أمامة عواد لحرش
أمامة عواد لحرش، اسمها قبل الزواج أمامة عواد، ولدت يوم 28 أبريل 1951 في مدينة سلا، دكتورة وكاتبة متخصص في القضايا الاسبانية والبرتغالية والإيبيرية. كانت سفيرة المغرب في بيرو في الفترة من 2008 إلى 2016. لُقبت من طرف مجلة مغرس بـ «الدينامو المغربي» بسبب مسيرتها الجامعية النشيطة.

## سيرة شخصية
ولدت عام 1951 من عائلة كبيرة وعريقة بمدينة سلا.  بعد أن درس والدها في جامعة السوربون، قام بتجميع مكتبة غنية في منزل العائلة، مما جعل أمامة تكتشف جواهر الأدب الفرنسي.  في عام 1988، حصلت على دكتوراه الدولة في الآداب الأيبيرية الأمريكية في جامعة نانتير (باريس)، ثم اصبحت أستاذة تعليم عالي منذ عام1992. كما قدمت دورات في الأدب والحضارة الإسبانية وحضارة أمريكا اللاتينية في قسم اللغة الإسبانية بكلية الآداب والعلوم الإنسانية بجامعة محمد الخامس - أكدال بالرباط. وهي عضوة في العديد من الجمعيات والمؤسسات ذات الصلة بالعالم الأسباني وأمريكا اللاتينية، بما في ذلك لجنة ابن رشد المغربية الإسبانية واللجنة المشتركة بين الجامعات المغربية الإسبانية، وهي أيضا منسقة اللجنة المغربية الإسبانية المشتركة المسؤولة عن مشروع جامعة الملكين بتطوان. كتبت عدة كتب بالفرنسية والإسبانية والعربية حول الأدب الإسباني، والحوار الثقافي بين العالم العربي والعالم الأيبيري الأمريكي حول مسألة النوع الاجتماعي، كما نشرت العديد من المقالات في مجلات في المغرب والمغرب العربي وأوروبا وأمريكا اللاتينية وأمريكا الشمالية. كانت مديرة المهرجان الدولي للأندلس الأطلنطي الذي يقام كل عام في مدينة الصويرة.

## المنشورات
- جوانب ووظائف الفكاهة في الرواية البيروفية، الرباط، جامعة محمد الخامس، 1997، 261 ص. (حول الأدب الإسباني وأخبار بيرو)
- جدلية الفضاء في السرد للكاتب خوليو كورتازار، الرباط: جامعة محمد الخامس، 1995، 365 ص. (حول الأدب الأرجنتيني وكورتازار)
- (بالإسبانية) ديناميات التجاوز في الأخبار، بقلم رينالدو أريناس، كتبه مع رشيد أزهر، الرباط: جامعة محمد الخامس، 1995، 249 ص. (حول الأدب الكوبي ورينالدو أريناس)
- دراسة مدk أمريكا اللاتينية  خلال القرن التاسع عشر، مكتوب مع تشارلز مينجوت، الرباط، 1981، 351 ص. (عن المدينة وأدب أمريكا اللاتينية
- صورة العالم والإبداع الفني في السرد بقلم خوان كارلوس اونيتي ، كتب مع عبد اللطيف جميل، الرباط: جامعة محمد الخامس، 1999، 274 ص. (عن الأدب الإسباني وخوان كارلوس اونيتي)
- المدينة في الرواية الحالية لأمريكا الاتينية، التي كتبها تشارلز مينجوت، باريس: جامعة نانتير، 1988، 3 تومز، 843 ص.

## الجوائز
- وسام العرش من (وسام القوس) 2008.
- جائزة مواطن الأندلس الفخرية الممنوحة من الجمعية الإسبانية Paz del Mundo، في يونيو 2000.
- وسام (نسر أزتيك)، أعلى وسام ثقافي تمنحه الحكومة المكسيكية، في أبريل 2001.
- جائزة خميسة، امرأة العام المغربية في فئة: «العلم والبحث والتطوير»، مارس 2007
- مواطن فخري في مدن ايكا، بيورا وSechura، في بيرو. 2010

## توأمة سلا وتلاكسكالا
وفقًا لأوماما، تلاكسكالا مدينة مستقلة تمامًا مثل سلا. خلال الرحلات الاستكشافية العظيمة، لمواجهة الغزاة، كان سكان تلاكسكالا مثل "سالتين"، محاربين نبلاء وانفصاليين. كانت كلتا المدينتين تتألقان في عصورهما الذهبية، لكن لسوء الحظ لم ينالا حقهما من الشهرة اليوم. وبسبب التشابه بين المدينتين، قالت أمامة سنة 1998.
«أنا فخورة للغاية بوجود ميدان في تلاكسكالا يسمى 'ميدان المغرب' رفقة العلم. من روائع البشرية أن تعرف أنك تشارك الكثير مع أناس بعيدين جدًا».

## مذكرات ومراجع
1. ↑  Oumama Aouad Lahrech: Une "dynamo" 10/10, sur www.maghress.com نسخة محفوظة 2016-03-03 على موقع واي باك مشين.
2. ↑  Biographie d'Oumama Aouad Lahrech, sur www.confluences.org نسخة محفوظة 22 مارس 2021 على موقع واي باك مشين.
3. ↑  "Maroc-Mexique: développer une coopération tous azimuts". yabiladi.com. مؤرشف من الأصل في 2020-03-20.
4. ↑  Oumama Aouad et Salé نسخة محفوظة 3 مارس 2016 على موقع واي باك مشين.

### مقالات ذات صلة
- محمد المكي الناصري
- عمر زنيبر

### روابط خارجية
- (بالإسبانية) Curriculum Vitae de l'ambassadrice Oumama Aouad Lahrech sur www.embajadamarruecoslima.com
- « La maison familiale de Oumama à la médina de Salé »(Archive • Wikiwix • Archive.is • Google • Que faire ?), sur www.hotelsafir-rabat.com